# Mabujah
Mabujah (tiếng Ả Rập: المبعوجة cũng đánh vần Mabuja, Mabouja, Mabouga, Mabujeh hoặc Al Mab`ujah) là một ngôi làng ở miền trung Syria nằm trong Tiểu khu Sabburah của quận Salamiyah thuộc tỉnh Hama. Theo Cục Thống kê Trung ương Syria (CBS), Mabujah có dân số 2.929 người trong cuộc điều tra dân số năm 2004. Phần lớn cư dân của ngôi làng là người Hồi giáo Ismaili, nhưng cũng có những cộng đồng đáng kể của người Hồi giáo Alawite và Sunni.
Trong cuộc Nội chiến Syria đang diễn ra, vào ngày 31 tháng 3 năm 2015, các chiến binh từ ISIL đã tấn công ngôi làng và giết chết 37 đến 44 cư dân của nó. Những người bị giết đến từ tất cả các giáo phái tôn giáo của làng và bao gồm cả gia đình. Lực lượng Quân đội Syria đã đẩy lùi các chiến binh nhiều giờ sau đó. Theo quân đội Syria, cuộc tấn công là một phần trong nỗ lực của IS nhằm tiến tới các thành phố Hama và Homs thông qua sa mạc Syria.